# Victoriano Crémer
Victoriano Crémer Alonso (Burgos, 18 de diciembre de 1906-León, 27 de junio de 2009) fue un poeta, novelista y ensayista español.

## Biografía
Hijo de un trabajador de la Compañía de Ferrocarriles del Norte de España, su infancia transcurrió en Burgos, Bilbao y León. En esta última ciudad estudió con los Hermanos Maristas. Publicó su primer poema con 16 años, en el semanario Crónica de León. 
Trabajó en su juventud como vendedor de periódicos, mancebo de botica, "amanuense para ilustres jubilados", tipógrafo, locutor y periodista clandestino mientras se involucraba en las actividades de los anarcosindicalistas de León, donde residió prácticamente toda su vida y donde fue una figura muy querida y respetada. Durante la República fue secretario del Ateneo Obrero Leonés.
En 1933, publicó en el periódico madrileño La Tierra "Vía Crucis (romance obrero)", un texto en prosa poética en el que glosaba la represión que siguió a la revuelta anarcosindicalista de Casas Viejas. El escrito le valió un premio literario dotado con 300 pesetas, pero también la apertura de un expediente militar. El capitán Juan Rodríguez Lozano, abuelo de José Luis Rodríguez Zapatero y mentor de Crémer, defendió al poeta ante el tribunal militar y logró que el expediente fuera declarado nulo.
Durante la guerra civil española se libró de la muerte en varias ocasiones y pasó por el campo de concentración franquista de San Marcos en León. Tras salir de la cárcel fue uno de los fundadores, junto con Antonio González de Lama, Luis López Santos, José Castro Ovejero, Luis López Anglada, Antonio Pereira y el también poeta Eugenio G. de Nora, de la revista Espadaña, que sirvió de medio de expresión para muchos autores de la corriente llamada poesía desarraigada de posguerra, que tuvo no pocos enfrentamientos con el régimen franquista y canalizó la lucha de toda una generación de poetas que encontraron en ella su medio de expresión.
Su obra abarca desde el existencialismo hasta las preocupaciones sociales, moviéndose entre la denuncia de la injusticia y el afán de solidaridad. También cultivó la narrativa, siempre con tintes sociales, en obras como Libro de Caín (1958) e Historias de Chu-Ma-Chuco (1970). 
En 2007 celebró su centésimo cumpleaños y recibió la Medalla de Oro al Mérito en el Trabajo. Consagrado al periodismo, en 1938 comenzó su andadura en el periódico falangista Proa al día siguiente de salir de la cárcel y más tarde colaboró en Pueblo, ABC, Informaciones y la cadena SER. Pese a su más de 100 años de edad, publicaba una columna diaria en El Diario de León, titulada Crémer contra Crémer.
Su poemario El último jinete obtuvo el premio Gil de Biedma en 2008. Asimismo, en febrero de 2009 el escritor recibió la Medalla de Oro al Mérito en las Bellas Artes 2008. Este galardón reconocía su trayectoria en el mundo de las artes, que inició con su primera obra, Tendiendo el vuelo, publicada en 1928.
Falleció el 27 de junio de 2009, habiendo cumplido 102 años, como el poeta más longevo de España.

## Obra

### Narrativa
- Libro de Caín (1958). Novela.
- Historias de Chu-Ma-Chuco (1971). Novela.
- Libro de San Marcos (1981). Biografía y novela.
- Los trenes no dejan huella. Historia secreta de una ciudad (1986). Novela.
- Los extraños terroristas de la Sábana Santa (marionetas, títeres y otros volatines) (1994).
- La casona (2001).

### Libros de Poemas
- Tendiendo el vuelo (1928).
- Tacto sonoro. Puestos de tierra adentro (1944).
- Fábula de B. D. (1945).
- Caminos de mi sangre 1947.
- Las horas perdidas (1949).
- La espada y la pared' (1949).
- Nuevos cantos de vida y esperanza (1951).
- Nuevos cantos de vida y esperanza II (1952).
- Libro de Santiago (1954).
- Furia y paloma (1956).
- Con la paz al hombro (1959).
- Tiempo de soledad (1962).
- Diálogo para un hombre solo (1963).
- El amor y la sangre (1966).
- Poesía total (1944-1966) (1967).
- Nuevas canciones para Elisa (1972).
- Lejos de esta lluvia tan amarga (1974).
- Los cercos (1976).
- Poesía (1944-1984) (1984).
- El mundo de José Jesús (1987).
- El cálido bullicio de la ceniza (1990).
- Ciudad de los poetas (1990). (Varios poetas)
- La escondida senda (1993).
- El fulgor de la memoria (1996).
- Parábola de Amalia "La Petarda" (1997).
- La resistencia de la espiga (1997).
- La paloma coja (la encrucijada) (2002).
- Cualquier tiempo pasado (2003).
- El palomar del sordo: poesía en llamas (2005).
- Relámpagos tardíos (2007).
- Antología poética (2007).
- El último jinete (2008).

### Otros
- "Prólogo y pauta" a Carreño, José Víctor, Alba de ayer (1949).
- El trabajo y la poesía (1960). Ensayo.
- "Prólogo" a Paniagua, Eleuterio, Los hombres se matan así (1961).
- León (1961).
- Burgos (1965).
- León y la tragedia de don Pedro Balanzategui Altuna (1969). En colaboración con José Eguiagaray Pallarés.
- Libro de Vela Zanetti (1974).
- Artistas en la galería de Maese Nicolás (1977). Autor principal, León Maese Nicolás; textos de Antonio Gamoneda y Victoriano Crémer.
- El libro de los derechos del niño (1978). En colaboración con Gloria Fuertes y Carmen Conde.
- León inevitable (1978).
- Victoriano Crémer: ante el espejo. León 1920-1940 (1978). Biografía.
- León insólito, ayer y hoy (1981).
- Vela Síller (1981). Exposición, catálogo. Textos de Victoriano Crémer et alii.
- "Prólogo" a Serrano y Hernández, José Alberto, Filosofía del sentimiento de Jean Jacques Rousseau (1982).
- Tabla de varones ilustres, indinos y malbaratados de la ciudad de León y su circunstancia (1983).
- El viajero sospechoso (1987).
- La cueva del minotauro: recuerdo y presencia de la Unión General de Trabajadores en León (1988).
- Arte Lancia (1989).
- Victoriano Crémer y los niños (1989).
- "Discurso sin destino" (1992) Discurso pronunciado con ocasión de su nombramiento como doctor honoris causa en la Universidad de León el 18 de octubre de 1991.
- Libro de Castilla y León (1992). En colaboración con otros autores.
- León en el Camino (1994). En colaboración con Javier García-Prieto Gómez.
- León (notas para una antología leonesa) (1995).
- León a la vista (1995).
- La Galicia de Villaamil. Exposición homenaxe: Carlos Villaamil: 1932-1989 (1995).
- Camino de Santiago (1995). Catálogo exposición del 30 de mayo al 25 de junio en la Casa de Galicia en Madrid; imágenes de José Arias y textos de Victoriano Crémer, publicado como libro por la Junta de Galicia.
- León: ayer y hoy (1997).
- Arte Lancia. 15 años - 15 pintores (2000). Catálogo de la Galería de Arte Lancia con textos de Victoriano Crémer.
- Numerosos artículos publicados en El Diario de León.

## Premios
- Premio Boscán del Instituto de Cultura Hispánica (1951)
- Premio Ondas de Radio (1959)
- Obtiene el Premio Nacional de Poesía Leopoldo Panero (1963)
- Beca March de Literatura (1966)
- Premio Punta Europa (Madrid) (1965)
- Premio Ciudad de Palma de Teatro.
- Premio Nueva España, de México (novela).
- Premio Ciudad de Barcelona de Poesía castellana.
- Premio de la Junta de Castilla y León de las Letras.
- Doctor honoris causa de la Universidad de León (1991)
- Académico de Honor de la Institución Fernán González de Burgos.
- Presidente de Honor del Instituto de Estudios Cidianos de Burgos.
- Miembro de la Academia Castellano y Leonesa de Poesía.
- Medalla de Oro de la Cámara Oficial de Comercio de León.
- Medalla de oro de Arte (Santander).
- Cronista Oficial de la Ciudad de León.
- Hijo adoptivo de León y de Villafranca del Bierzo.
- Leonés del año (1992)
- Juglar de Honor de Fontiveros.
- Premio Castilla y León de las Letras (1994)
- Premio León Felipe de Poesía (junto a Eugenio de Nora) (1998)
- Medalla de Oro de la ciudad de Burgos (2001)
- Medalla de Oro al Mérito en el Trabajo (2007)
- Premio Gil de Biedma de Poesía, de la Diputación Provincial de Segovia (2008)
- Medalla de Oro al Mérito en las Bellas Artes (2008)